# Bergheim (Bawaria)
Bergheim – miejscowość i gmina w Niemczech, w kraju związkowym Bawaria, w rejencji Górna Bawaria, w regionie Ingolstadt, w powiecie  Neuburg-Schrobenhausen, wchodzi w skład wspólnoty administracyjnej Neuburg an der Donau. Leży częściowo w Parku natury Altmühltal, około 6 km na północny wschód od miasta Neuburg an der Donau, nad Dunajem, przy drodze B16a.

## Demografia
Dane o ludności z 31 grudnia 2008:
| Opis                                | Ogółem | Ogółem | Kobiety | Kobiety | Mężczyźni | Mężczyźni |
| ----------------------------------- | ------ | ------ | ------- | ------- | --------- | --------- |
| Jednostka                           | osób   | %      | osób    | %       | osób      | %         |
| Populacja                           | 1822   | 100    | 912     | 50,05   | 910       | 49,95     |
| Wiek przedprodukcyjny (0–17 lat)    | 384    | 21,08  | 201     | 11,03   | 183       | 10,04     |
| Wiek produkcyjny (18–65 lat)        | 1130   | 62,02  | 555     | 30,46   | 575       | 31,56     |
| Wiek poprodukcyjny (powyżej 65 lat) | 308    | 16,9   | 156     | 8,56    | 152       | 8,34      |

## Polityka
Wójtem gminy jest Michael Hartmann z CSU, wcześniej urząd ten pełniła Anni Stadlmeier, rada gminy składa się z 12 osób.
|      | SPD/UB | DG | BGU | FWA | CSU | Razem |
| 2008 | 1      | 4  | 3   | –   | 4   | 12    |
| 2002 | 2      | 5  | 4   | 1   | –   | 12    |